# Orion (Illinois)
Orion és una població dels Estats Units a l'estat d'Illinois. Segons el cens del 2000 tenia 1.713 habitants.

## Demografia
Segons el cens del 2000, Orion tenia 1.713 habitants, 695 habitatges, i 492 famílies. La densitat de població era de 769,1 habitants/km².
Dels 695 habitatges en un 32,4% hi vivien nens de menys de 18 anys, en un 63,6% hi vivien parelles casades, en un 5% dones solteres, i en un 29,2% no eren unitats familiars. En el 26,5% dels habitatges hi vivien persones soles el 14% de les quals corresponia a persones de 65 anys o més que vivien soles. El nombre mitjà de persones vivint en cada habitatge era de 2,46 i el nombre mitjà de persones que vivien en cada família era de 3,01.
Per edats la població es repartia de la següent manera: un 25,9% tenia menys de 18 anys, un 6,6% entre 18 i 24, un 26,4% entre 25 i 44, un 24,4% de 45 a 60 i un 16,7% 65 anys o més.
L'edat mediana era de 40 anys. Per cada 100 dones de 18 o més anys hi havia 93 homes.
La renda mediana per habitatge era de 48.147 $ i la renda mediana per família de 55.370 $. Els homes tenien una renda mediana de 40.250 $ mentre que les dones 25.962 $. La renda per capita de la població era de 21.043 $. Aproximadament l'1,6% de les famílies i el 3,8% de la població estaven per davall del llindar de pobresa.

## Poblacions més properes
El següent diagrama mostra les poblacions més properes.